# Saucillo de Bledos
Saucillo de Bledos är en ort i Mexiko.   Den ligger i kommunen Villa de Reyes och delstaten San Luis Potosí, i den centrala delen av landet, 300 km nordväst om huvudstaden Mexico City. Saucillo de Bledos ligger 2 051 meter över havet och antalet invånare är 165.
Terrängen runt Saucillo de Bledos är kuperad österut, men västerut är den platt. Runt Saucillo de Bledos är det ganska glesbefolkat, med 39 invånare per kvadratkilometer. Närmaste större samhälle är Carranco, 9,0 km söder om Saucillo de Bledos. Omgivningarna runt Saucillo de Bledos är i huvudsak ett öppet busklandskap.